# Sint-Folquinuskerk (Volkerinkhove)
De Sint-Folquinuskerk (Frans: Église Saint-Folquin) is de parochiekerk van de gemeente Volkerinkhove in het Franse Noorderdepartement.

## Geschiedenis
Vermoedelijk in de 11e eeuw werd een romaans kerkgebouw gesticht, waarvan het schip en de toren behouden zijn. Omstreeks 1550 werd aan de noordzijde een schip bijgebouwd en midden 17e eeuw werd dit schip verlengd. In 1889 werd een sacristie bijgebouwd. In 1904 werd, in opdracht van de familie Oudendyck, een neogotische kapel toegevoegd.

## Gebouw
Het betreft een tweebeukige hallenkerk met een lage vierkante middentoren. Als materiaal werd kalksteen gebruikt, en bakstenen voor de geveltop, de steunberen en dergelijke. De kerk is voornamelijk gotisch met delen van de vroegere romaanse kerk.

## Interieur
Het orgel is van 1840. De kerk heeft een aantal, voornamelijk 18e-eeuwse, beelden.